# Димитар Зоґраф
Димитар Зоґраф (болг. Димитър Зограф справжнє ім'я Димитар Христов Димитров, болг. Димитър Христов Димитров; 1796, Самоков, Османська імперія (нині Болгарія) — 9 жовтня 1860, там же) — найбільший болгарський художник-іконописець XIX століття, представник Болгарського національного відродження. Відомий своїми іконами і фресками.

## Біографія

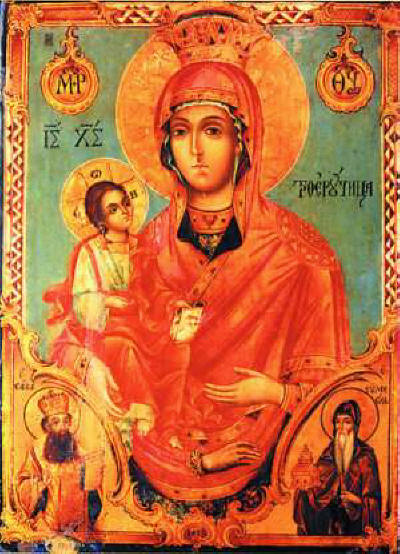
Богоматір Троєручниця

Старший син Христо Димитрова, засновника Самоківського училища живопису. Вивчав ремесло в майстерні батька. Після смерті батька у 1819 році, Димитар вже відбувся як майстер іконопису і відразу ж узяв на себе керівництво іконописною майстернею, і його відносини з монастирями, їх архітекторами і будівельниками. Його прізвисько Зоґраф (ζωγράφος) в перекладі з грецького означає художник.
Молодший брат Димитра — Захарій Зоґраф — був його учнем і отримав перші уроки іконопису в майстерні свого старшого брата, який замінив йому батька з 1819, і працював під його керівництвом до 1830/1831. За архівними даними взаємини між братами розподілялися в наступному порядку: Димитар отримував чотири частини від заробленого, Захарій — три. Проте, молодший брат — Захарій Зоґраф нині більш відомий як художник-іконописець, незважаючи на те, що згідно з оцінками болгарських фахівців роботи Димитара Зоґрафа відрізняє більш високий клас робіт, ніж у його молодшого брата.
Як правило (за рідкісним винятком) Димитар Зоґраф не підписував свої ікони і фрески. Критик Асен Васильєв, змальовуючи природу Димитра Зоґрафа, писав: «Він був дуже скромною і замкнутою людиною, що не бажала слави, навіть не вважала за потрібне підписувати свої ікони, а його брат Захар Зоґраф, майже всюди залишав підписи на своїх роботах. Тому багато із робіт Д. Зоґрафа залишаються абсолютно невідомими».
У нього було семеро дітей: Зафіра (1823), Нікола (1828), Атанас (1831), Захар (1834), Іван (1840), Домна (1843) і Павло (1847).
Зафіра Христов закінчив Петербурзьку Імператорської Академії мистецтв і взяв собі ім'я Станіслав Доспєвський. Нікола, Іван і Захарія також стали художниками.

## Роботи
Протягом всього свого життя Димитар Зоґраф займався створенням православних ікон і фресок. Його роботи знаходяться в сотнях церков на території сьогоднішньої Македонії і Болгарії: в Самокові, монастирі Берковіца в Карлуково, Троянському монастирі, Скоп'є, Пловдиві, Плевені, Велесі, Штипі , Кратово, Локорсько, Новосільцях, Рильському монастирі, Паланці, Враці та ін.
Припускають (судячи зі стилю), що деякі з ікон в церкві Святого Афанасія в Оризари були написані Димитаром Зоґрафом. Також припускають, що йому належать три недатовані ікони в побудованій у 1917 році церкві Святого Георгія в Кочанах.